# Vieure
Vieure é uma comuna francesa na região administrativa de Auvérnia-Ródano-Alpes, no departamento Allier. Estende-se por uma área de 28,7 km². Em 2010 a comuna tinha 287 habitantes (densidade: 10 hab./km²).